# Galloglass (Söldner)
Die Galloglass (auch: Gallowglas; irisch gallóglaigh, dt. „ausländische Kämpfer“) waren schottisch-irische Söldnerclans, die von der Mitte des 13. bis zum Ende des 16. Jahrhunderts als Söldner in den Diensten gälisch-irischer und anglo-irischer Kleinkönige standen. Vereinzelt standen sie auch in den Diensten kontinentaleuropäischer Herrscher.

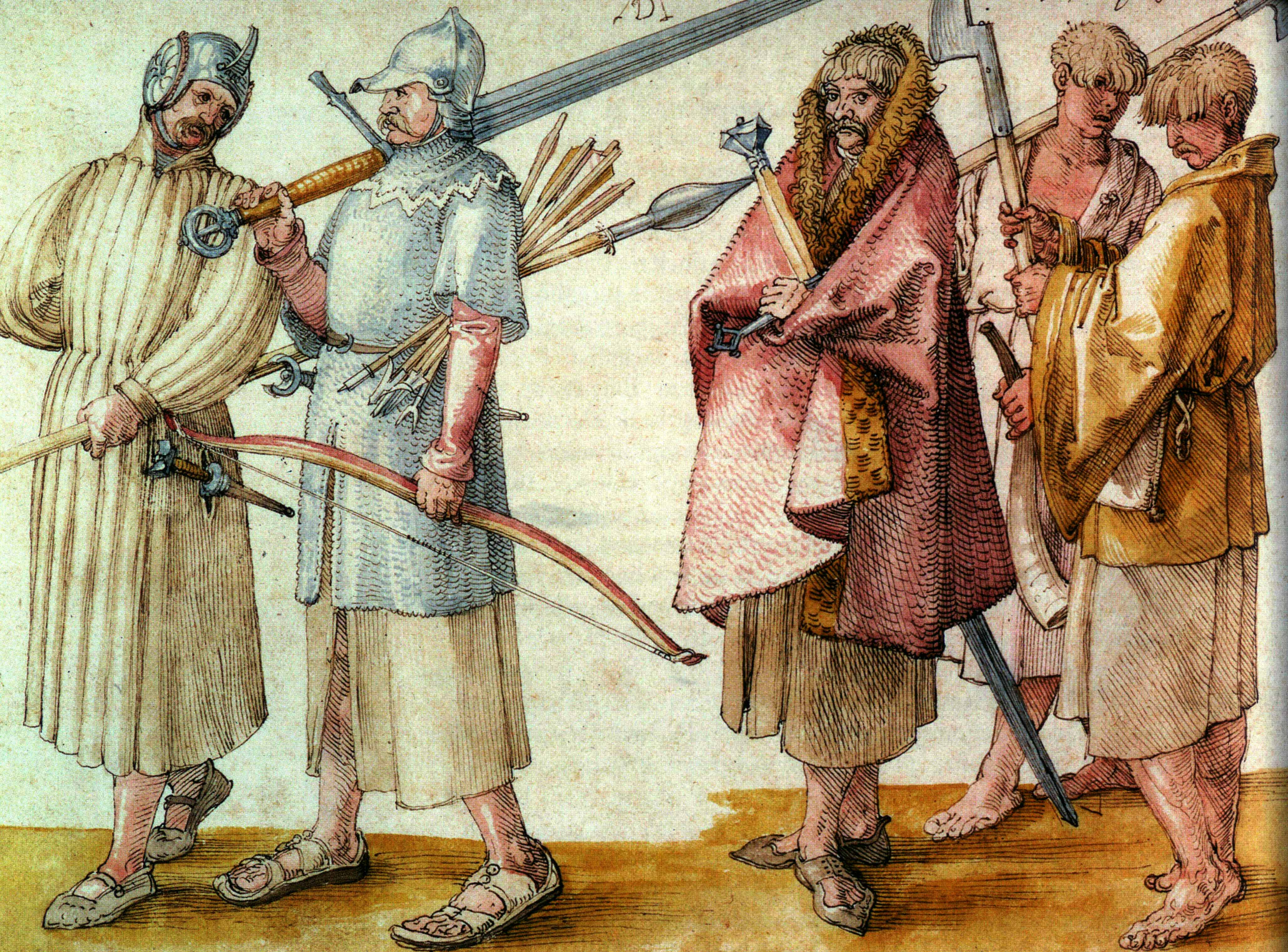
Zeichnung Albrecht Dürers der Irischen Galloglass und irischer Bauern (um 1521)

Die Bezeichnung wurde ursprünglich für Krieger schottischer Herkunft gewählt, die den gleichen kulturellen Hintergrund wie die Iren hatten. Als Nachkommen nordischer Siedler aus dem 10. Jahrhundert waren sie dann jedoch auch mit der Bevölkerung Westschottlands vermischt. Sie stammten ursprünglich aus Argyll und den Hebriden.
Die bevorzugten Waffen waren Anderthalb- oder Zweihandschwerter und Äxte. Sie trugen in der Regel über dem Gambeson Ringkettenpanzer und wurden von zwei Knappen begleitet, die die Ausrüstung und Bewaffnung betreuten. Es waren Truppen zu Fuß. Pferde gehörten nicht zur Ausstattung.

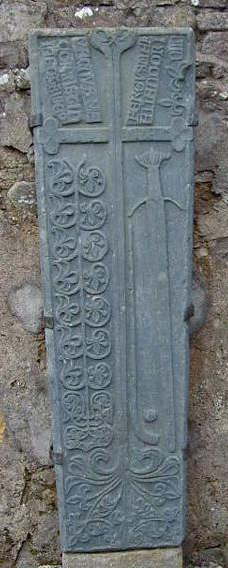
Grabstein eines Galloglass-Söldners

Die MacSweeneys, die von den O’Donnells im Norden Donegals angesiedelt wurden, brachten zahlreiche Galloglass-Söldner. Ihnen folgten nach die Clans der MacDonnells, MacCabes und weitere Familien. Im Vergleich zu den übrigen Fußsoldaten waren die Söldner erheblich besser bewaffnet und gepanzert und hatten eine bessere Kriegsübung. Sie galten als besonders tapfer, die auch aussichtslose Situationen verteidigten.

## Geschichte
Die Galloglass wurden durch eine Zeichnung Albrecht Dürers aus der Zeit um 1521 erwähnt, aber auch in William Shakespeares Macbeth. Ihre erste Erwähnung ist aber nachweisbar durch eine Mitgift von 1259, als der König von Connacht Aedh Ó Conchobair die Tochter des Königs der Hebriden, Dubhghall mac Ruaidhrí, heiratete. Die Schar betrug nach dieser Erwähnung ca. 160 Krieger.
1504 kam es zur Schlacht von Knockdoe, etwa dreizehn Kilometer nordöstlich von Galway. Die beiden Kriegsherrn Ulick Fionn Burke und Gearóid Mór FitzGerald, setzten jeweils Galloglass-Söldner ein.
Als 1569 Turlough Luineach O’Neill Lady Agnes Campbell, Tochter des Colin Campbell, 3. Earl of Argyll, heiratete, umfasste ihre Mitgift angeblich 1200 Gallowglass-Söldner. Mit den jeweils beiden jugendlichen Begleitern kamen somit mehrere tausend Menschen ins Land. Die Gefährlichkeit der Galloglass-Söldner veranlassten Königin Elisabeth I. 1571, 700 der Galloglass-Söldner hinzurichten.
Mit dem Neunjährigen Krieg und dem Aufkommen der Feuerwaffen, endete die Zeit der Galloglass-Söldner. Die Schlacht am Curlew Pass 1599 war dann die letzte Schlacht, bei der Galloglass-Söldner ausdrücklich in Erscheinung treten. 160 kämpften auf der Seite der irischen Rebellen bei Boyle und waren siegreich gegen das englische Heer, das zur Hälfte aufgerieben wurde. Noch um 1600 kämpften die Galloglass-Söldner in der Blauen Garde der Niederlande, der Schweizer Garde, der Schottischen Garde Frankreichs und im Heer Gustav II. Adolfs von Schweden bei der Invasion Livlands 1625.